# Championnats d'Europe de karaté juniors et cadets 2008

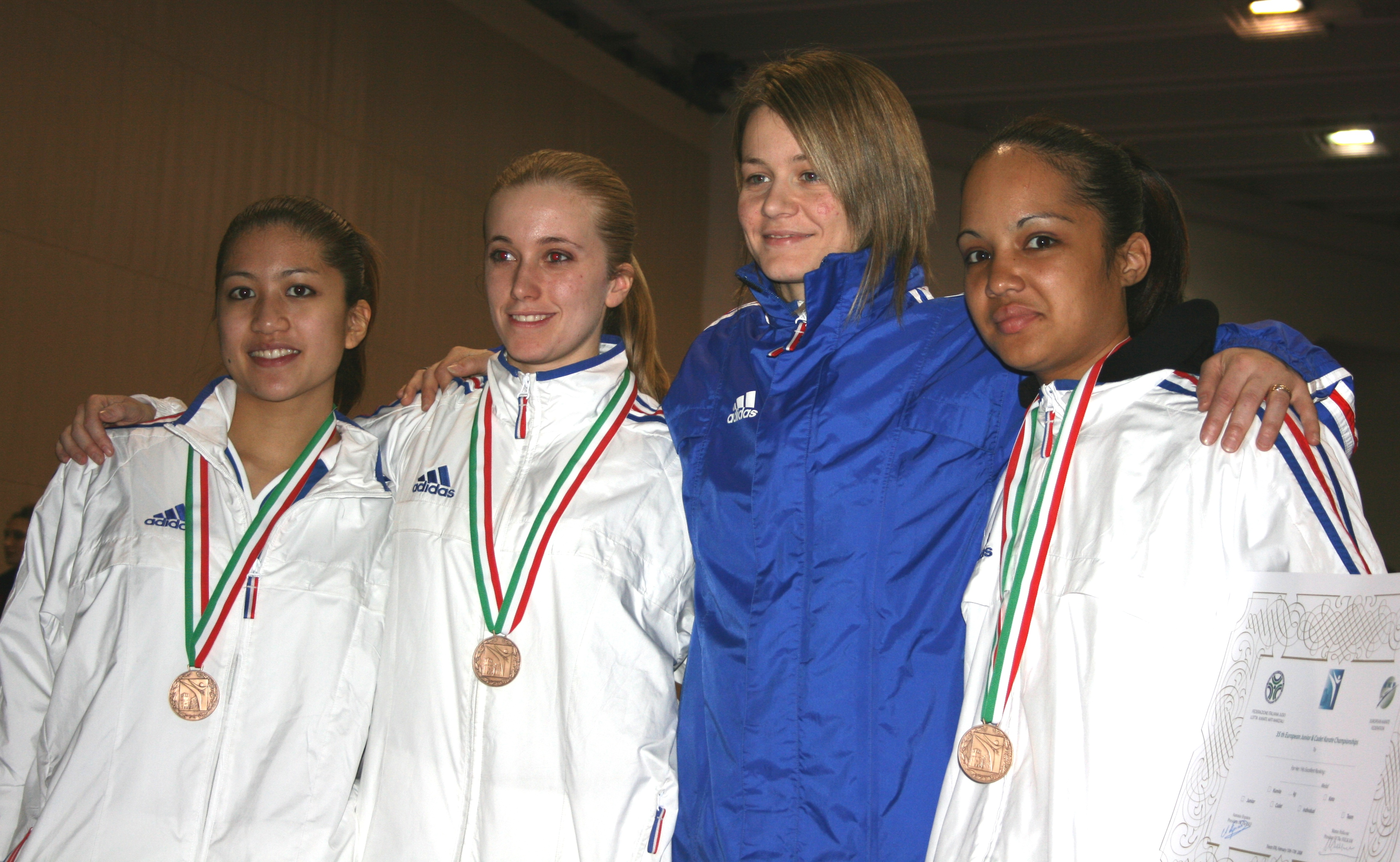
L'équipe de France de kata féminin qui a remporté la médaille de bronze en compagnie de Myriam Szkudlarek.

Les championnats d'Europe de karaté juniors et cadets 2008 ont eu lieu entre le vendredi 15 et le dimanche 17 février 2008 au Palatrieste de Trieste, en Italie. Il s'est agi de la 35e édition des championnats d'Europe de karaté juniors et cadets organisés chaque année par la Fédération européenne de karaté. Au total, vingt-deux nations ont remporté au moins une des cent médailles en jeu, et onze parmi elles au moins une des vingt-cinq médailles d'or. Le pays hôte a pris la deuxième place du tableau des médailles devant la France mais derrière la Turquie, qui a d'ailleurs engrangé finalement le plus grand nombre de médailles : quatorze, dont cinq d'or.

## Résultats

### Cadets

#### Kata
| Rang | Pays      | Karatéka                    |
| ---- | --------- | --------------------------- |
| 1    | Espagne   | Jose Manuel Carbonell Lopez |
| 2    | Turquie   | Metin Sofuoglou             |
| 3    | Italie    | Giuseppe Di Gennaro         |
| 3    | Slovaquie | Matěj Urík                  |

| Rang | Pays       | Karatéka                   |
| ---- | ---------- | -------------------------- |
| 1    | Italie     | Giada Poci                 |
| 2    | Allemagne  | Franziska Kurz             |
| 3    | Angleterre | Ashleigh Kenny             |
| 3    | Espagne    | Patricia Martinez Quintero |

#### Kumite

##### Kumitemasculin
| Rang | Pays     | Karatéka       |
| ---- | -------- | -------------- |
| 1    | Turquie  | Aykut Kaya     |
| 2    | Hongrie  | Otto Horvath   |
| 3    | Serbie   | Mladen Čurić   |
| 3    | Lettonie | Kalvis Kalnins |

| Rang | Pays               | Karatéka         |
| ---- | ------------------ | ---------------- |
| 1    | Russie             | Grach Egiazaryan |
| 2    | Allemagne          | Falk Kelbassa    |
| 3    | Azerbaïdjan        | Mahammad Guliyev |
| 3    | Bosnie-Herzégovine | Meris Muhovic    |

| Rang | Pays               | Karatéka        |
| ---- | ------------------ | --------------- |
| 1    | Slovaquie          | Viktor Viskup   |
| 2    | Espagne            | Fernando Moreno |
| 3    | France             | Joachim Letang  |
| 3    | Bosnie-Herzégovine | Senad Vuković   |

| Rang | Pays               | Karatéka       |
| ---- | ------------------ | -------------- |
| 1    | Turquie            | Aykut Usda     |
| 2    | Bosnie-Herzégovine | Haris Sujković |
| 3    | Croatie            | Josip Livada   |
| 3    | Serbie             | Ivan Stijović  |

| Rang | Pays       | Karatéka                  |
| ---- | ---------- | ------------------------- |
| 1    | Monténégro | Danilo Lučić              |
| 2    | Serbie     | Vladimir Mitić            |
| 3    | Grèce      | Dimitrios Margaritopoylos |
| 3    | Turquie    | Hakan Yerebakan           |

##### Kumiteféminin
| Rang | Pays    | Karatéka             |
| ---- | ------- | -------------------- |
| 1    | Turquie | Tuba Yenen           |
| 2    | France  | Alexia Barragao      |
| 3    | Croatie | Danica Bujan         |
| 3    | Russie  | Svetlana Kozlachkova |

| Rang | Pays      | Karatéka          |
| ---- | --------- | ----------------- |
| 1    | Allemagne | Jana Bitsch       |
| 2    | France    | Stéphanie Bare    |
| 3    | Italie    | Veronica Maurizzi |
| 3    | Belgique  | Stéphanie Otten   |

| Rang | Pays       | Karatéka         |
| ---- | ---------- | ---------------- |
| 1    | France     | Marie Prouille   |
| 2    | Italie     | Giulia Bernardi  |
| 3    | Monténégro | Dijana Vujosević |
| 3    | Turquie    | Ece Yasar        |

### Juniors

#### Épreuves individuelles

##### Kata
| Rang | Pays               | Karatéka                  |
| ---- | ------------------ | ------------------------- |
| 1    | République tchèque | Vladimír Míček            |
| 2    | Espagne            | Jose Luis Prado Gutierrez |
| 3    | Turquie            | Arslan Caliskan           |
| 3    | Italie             | Alfredo Tocco             |

| Rang | Pays     | Karatéka           |
| ---- | -------- | ------------------ |
| 1    | Italie   | Viviana Bottaro    |
| 2    | Serbie   | Marija Madžarević  |
| 3    | Pays-Bas | Sayra Aarts        |
| 3    | France   | Emmanuelle Fumonde |

##### Kumite

###### Kumitemasculin
| Rang | Pays           | Karatéka              |
| ---- | -------------- | --------------------- |
| 1    | France         | Sofiane Ainine        |
| 2    | Serbie         | Igor Krstin           |
| 3    | Grèce          | Christos Papanikolaou |
| 3    | Pays de Galles | Robert Scott          |

| Rang | Pays               | Karatéka         |
| ---- | ------------------ | ---------------- |
| 1    | Italie             | Salvatore Serino |
| 2    | Autriche           | Thomas Kaserer   |
| 3    | Grèce              | Nikolaos Gidakos |
| 3    | Bosnie-Herzégovine | Tarik Lusija     |

| Rang | Pays      | Karatéka          |
| ---- | --------- | ----------------- |
| 1    | Pays-Bas  | Moreno Sheppard   |
| 2    | France    | Kenji Grillon     |
| 3    | Macédoine | Ivo Cvetkovski    |
| 3    | Belgique  | Yannick Piersotte |

| Rang | Pays       | Karatéka                |
| ---- | ---------- | ----------------------- |
| 1    | Italie     | Luigi Busà              |
| 2    | Angleterre | Thomas Gibbins          |
| 3    | Espagne    | Daniel Hernandez Romero |
| 3    | France     | Benedict Vincent        |

| Rang | Pays      | Karatéka                 |
| ---- | --------- | ------------------------ |
| 1    | Turquie   | Enes Erkan               |
| 2    | Espagne   | Adrian Martinez Alguacil |
| 3    | Macédoine | Martin Nestrovski        |
| 3    | Italie    | Saverio Pesola           |

| Rang | Pays      | Karatéka                 |
| ---- | --------- | ------------------------ |
| 1    | Espagne   | Iagoba Vizuete Fernandez |
| 2    | Allemagne | Jonathan Horne           |
| 3    | Croatie   | Goran Bozic              |
| 3    | Turquie   | Yunus Erseker            |

###### Kumiteféminin
| Rang | Pays      | Karatéka                    |
| ---- | --------- | --------------------------- |
| 1    | France    | Alexandra Recchia           |
| 2    | Slovaquie | Viktória Semaníková         |
| 3    | Espagne   | Tamara De La Encina Alvarez |
| 3    | Turquie   | Serap Ozcelik               |

| Rang | Pays      | Karatéka               |
| ---- | --------- | ---------------------- |
| 1    | Allemagne | Anjela Tazidinova      |
| 2    | Italie    | Veronica Foresti       |
| 3    | Turquie   | Seval Abakoc           |
| 3    | Hongrie   | Fruzsin Lassingleitner |

| Rang | Pays       | Karatéka                   |
| ---- | ---------- | -------------------------- |
| 1    | Turquie    | Hüsniye Güler              |
| 2    | Espagne    | Cristina Vizcaino Gonzalez |
| 3    | Italie     | Marivin Chiari             |
| 3    | Angleterre | Katie Hurry                |

#### Épreuves par équipes

##### Kata
| Rang | Pays    |
| ---- | ------- |
| 1    | Espagne |
| 2    | France  |
| 3    | Italie  |
| 3    | Turquie |

| Rang | Pays      |
| ---- | --------- |
| 1    | Allemagne |
| 2    | Italie    |
| 3    | France    |
| 3    | Turquie   |

##### Kumite
| Rang | Pays               |
| ---- | ------------------ |
| 1    | Croatie            |
| 2    | Serbie             |
| 3    | Bosnie-Herzégovine |
| 3    | France             |

| Rang | Pays               |
| ---- | ------------------ |
| 1    | Croatie            |
| 2    | Bosnie-Herzégovine |
| 3    | France             |
| 3    | Russie             |

## Tableau des médailles
| Rang | Pays               | Or | Argent | Bronze | Total |
| ---- | ------------------ | -- | ------ | ------ | ----- |
| 1    | Turquie            | 5  | 1      | 8      | 14    |
| 2    | Italie             | 4  | 3      | 6      | 13    |
| 3    | France             | 3  | 4      | 6      | 13    |
| 4    | Espagne            | 3  | 4      | 3      | 10    |
| 5    | Allemagne          | 3  | 3      | 0      | 6     |
| 6    | Croatie            | 2  | 0      | 3      | 5     |
| 7    | Slovaquie          | 1  | 1      | 1      | 3     |
| 8    | Russie             | 1  | 0      | 2      | 3     |
| 9    | Monténégro         | 1  | 0      | 1      | 2     |
| 9    | Pays-Bas           | 1  | 0      | 1      | 2     |
| 11   | République tchèque | 1  | 0      | 0      | 1     |
| 12   | Serbie             | 0  | 4      | 2      | 6     |
| 13   | Bosnie-Herzégovine | 0  | 2      | 4      | 6     |
| 14   | Angleterre         | 0  | 1      | 2      | 3     |
| 15   | Hongrie            | 0  | 1      | 1      | 2     |
| 16   | Autriche           | 0  | 1      | 0      | 1     |
| 17   | Grèce              | 0  | 0      | 3      | 3     |
| 18   | Belgique           | 0  | 0      | 2      | 2     |
| 18   | Macédoine          | 0  | 0      | 2      | 2     |
| 20   | Azerbaïdjan        | 0  | 0      | 1      | 1     |
| 20   | Lettonie           | 0  | 0      | 1      | 1     |
| 20   | Pays de Galles     | 0  | 0      | 1      | 1     |